# J. D. 캐넌

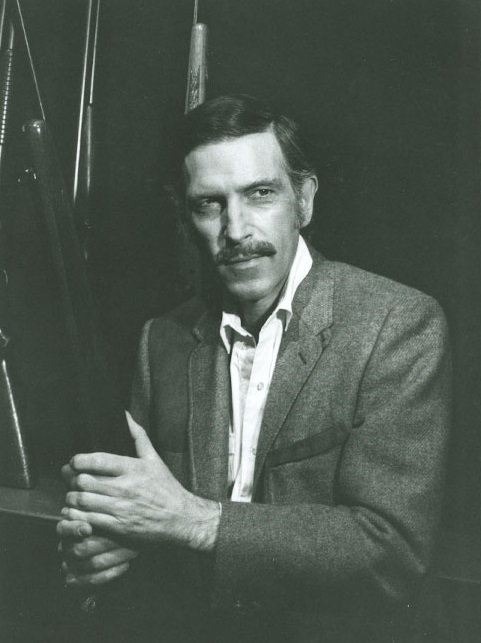

존 도너번 캐넌(John Donovan Cannon, 1922년 4월 24일 ~ 2005년 5월 20일)은 미국의 배우이다.
아이다호주에서 태어났다.

## 출연 작품
- 불타는 바다 (1989년)
- 론리 하트 (1987년)
- 데스 위시 2 (1981년)
- 도박 천국의 비밀 (1980년)
- 타이타닉 인양 (1980년)
- 아이크 (1979년)
- 아이크 (1978년)
- 용감한 형제 (1977년)
- 스콜피오 (1973년)
- 로맨 (1971년)
- 폭력 탈옥 (1967년)

### 텔레비전
- 수사관 맥클라우드 (1970년)
- 인베이더 - 시리즈 (1967년)
- 레밍턴 스틸 (1982년)
- 더 폴 가이 (1981년)
- The Magical World of Disney (1982) - "Beyond Witch Mountain" 편
- FBI (1965년)
- 도망자 (1963년)
- 추격 (1959년)
- 딜론 보안관 (1955년)
- 디즈니랜드 (1954년) - 폴 듀랑드 역